# Championnats d'Espagne de kilomètre vertical
Les championnats d'Espagne de kilomètre vertical sont organisés tous les ans par la Fédération espagnole de sports de montagne et d'escalade (FEDME) et désignent les champions d'Espagne de la catégorie.

## Règlementation
Le parcours de l'épreuve de type kilomètre vertical doit consister en une pente ascensionnelle de 1 000 m de dénivelé (+/-5 % de tolérance) et d'une distance maximale de 5 kilomètres.

## Histoire
En 2009, la Fédération espagnole de sports de montagne et d'escalade (FEDME) décide de se pencher sur la discipline populaire du kilomètre vertical. Elle crée à cet effet une Coupe d'Espagne ainsi que des championnats nationaux. Agustí Roc Amador et Mònica Ardid Ubed sont les premiers titrés sur le kilomètre vertical de Puig Campana.

## Palmarès
| Édition | Date              | Lieu                     | Gagnant              | Gagnante               |
| ------- | ----------------- | ------------------------ | -------------------- | ---------------------- |
| 1re     | 1er novembre 2009 | Finestrat                | Agustí Roc Amador    | Mònica Ardid Ubed      |
| 2e      | 21 juin 2010      | La Pradera de Navalhorno | Jessed Hernàndez     | Mònica Ardid Ubed      |
| 3e      | 18 septembre 2011 | Valle de Echo            | Jesús de la Morena   | Laura Orgué            |
| 4e      | 14 juillet 2012   | Monachil                 | Raúl García Castán   | Laura Orgué            |
| 5e      | 10 novembre 2013  | Finestrat                | Iñigo Lariz Azkue    | Vanesa Ortega          |
| 6e      | 26 juillet 2014   | Palacios del Sil         | Jessed Hernàndez     | Vanesa Ortega          |
| 7e      | 7 juin 2015       | Fuente Dé                | Jessed Hernàndez     | Paula Cabrerizo        |
| 8e      | 19 juin 2016      | Fuente Dé                | Oriol Cardona Coll   | Maite Maiora           |
| 9e      | 21 mai 2017       | Arredondo                | Iñigo Lariz Azkue    | Maite Maiora           |
| 10e     | 20 mai 2018       | Arredondo                | Oriol Cardona Coll   | Oihana Azkorbebeitia   |
| 11e     | 7 juillet 2019    | Sierra Nevada            | Daniel Osanz Laborda | Gisela Carrión Bertran |
| 12e     | 7 mars 2020       | Albanchez de Mágina      | Pere Rullán          | Íngrid Ruiz            |
| 13e     | 1er mai 2021      | Albanchez de Mágina      | Manuel Merillas      | Virginia Pérez         |
| 14e     | 12 mars 2022      | Ladrillar                | Pere Rullán          | Onditz Iturbe          |
| 15e     | 17 septembre 2023 | Villanúa                 | Alain Santamaría     | Onditz Iturbe          |
| 16e     | 2 juin 2024       | Valdezcaray              | Guillermo Ramos      | Isabel Calero          |
| 17e     | 15 juin 2025      | Villanúa                 | Fabián Venero        | Laia Montoya           |